# John Louis Morkovsky
John Louis Morkovsky (* 16. August 1909 in Praha, Texas; † 24. März 1990) war ein US-amerikanischer Geistlicher und römisch-katholischer Bischof von Galveston-Houston.

## Leben
John Louis Morkovsky empfing am 5. Dezember 1933 durch den Erzpriester der Lateranbasilika, Francesco Kardinal Marchetti Selvaggiani, die Priesterweihe für das Erzbistum San Antonio.
Papst Pius XII. ernannte ihn am 22. Dezember 1955 zum Titularbischof von Hieron und zum Weihbischof in Amarillo. Der Apostolische Delegat in den Vereinigten Staaten, Amleto Giovanni Cicognani, spendete ihn am 22. Februar des folgenden Jahres die Bischofsweihe; Mitkonsekratoren waren der Bischof von Corpus Christi, Mariano Simon Garriga, und der Bischof von El Paso, Sidney Matthew Metzger.
Am 18. August 1958 wurde er zum Bischof von Amarillo ernannt.
Papst Johannes XXIII. ernannte ihn am 16. April 1963 zum Koadjutorbischof von Galveston-Houston und zum Titularbischof von Tigava. Er nahm an allen vier Sitzungsperioden des Zweiten Vatikanischen Konzils als Konzilsvater teil.
Mit dem Rücktritt Bischof Wendelin Joseph Nolds am 22. April 1975 folgte er diesem als Bischof von Galveston-Houston nach. Am 21. August 1984 nahm Papst Johannes Paul II. seinen altersbedingten Rücktritt an.